# White House Complex

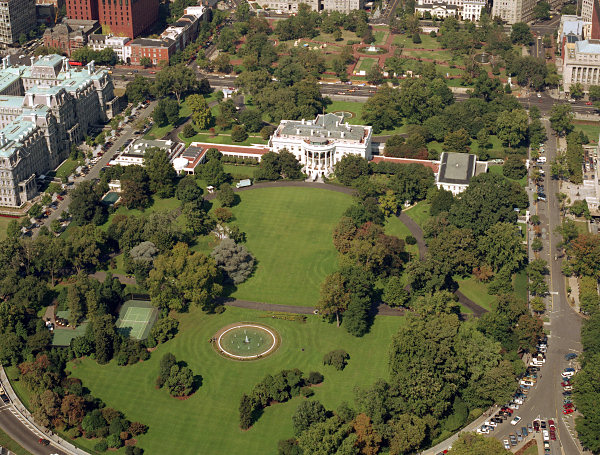
Der White House Complex

White House Complex ist die Bezeichnung für die vier wichtigsten Gebäude und umliegenden für Zeremonien genutzten Flächen und dient als Sitz der Exekutive der US-Regierung.
Zum White House Complex gehören:
- das Weiße Haus mit der Executive Residence, in der der Präsident mit seiner Familie wohnt;
- das Eisenhower Executive Office Building (ehemals Old Executive Office Building);
- der West Wing, in dem sich das Oval Office, der Cabinet Room, der Situation Room und der Roosevelt Room befinden;
- der East Wing, der das Büro der First Lady und das des Privatsekretärs des Weißen Hauses beherbergt; er bildet den öffentlichen Zugang zu den Prunkräumen der Executive Residence bei Führungen und gesellschaftlichen Veranstaltungen.

Die angrenzenden Freiflächen werden für feierliche und gesellschaftliche Veranstaltungen genutzt, dazu gehören der White House Rose Garden, der Jacqueline Kennedy Garden, der Nordrasen und der Südrasen.
Das ursprüngliche Gebäude wurde zwischen 1792 und 1800 erbaut. Die östlichen und westlichen Säulengänge wurden von Thomas Jefferson entworfen und im Jahr 1803 angefügt. 1859 wurde der östliche Säulengang entfernt, im Jahr 1902 wurden der Ostflügel und der Westflügel und eine abgewandelte Version der östlichen Säulengänge auf den Fundamenten von Jeffersons Original des Jahres 1803 errichtet.

## Referenzen
- McKellar, Kenneth, Douglas W. Orr, Edward Martin et al.: Report of the Commission on the Renovation of the Executive Mansion. Commission on the Renovation of the Executive Mansion, United States Government Printing Office: 1952.
- Seale, William: The President’s House. White House Historical Association and the National Geographic Society: 1986. ISBN 0-912308-28-1.
- Seale, William: The White House: The History of an American Idea. White House Historical Association: 1992, 2001. ISBN 0-912308-85-0.
- The White House: An Historic Guide. White House Historical Association and the National Geographic Society: 2001. ISBN 0-912308-79-6.